# Reis 222
Reis 222 (em russo:  Рейс 222) é um docudrama soviético de 1985 dirigido por Sergei Mikaelyan. É vagamente baseado nos incidentes durante a deserção do bailarino Alexander Godunov em 1979.

## Sinopse
O filme se passa em Nova Iorque, baseado no incidente durante a deserção de Alexander Godunov. Irina (Larisa Polyakova) faz parte de uma turnê de dança no gelo soviética em uma visita a Nova Iorque com seu marido. Quando as autoridades soviéticas ouviram sobre a deserção de seu marido, elas a colocaram em um avião para Moscou. No entanto, o Serviço de Imigração dos Estados Unidos interrompe o voo insistindo que ela está sendo retirada dos Estados Unidos contra sua vontade. O avião de Irina para Moscou aguarda permissão para decolar até que um encontro com seu marido seja combinado no aeroporto.

## Elenco
- Larisa Polyakova como Irina Panina, patinadora
- Yury Schadrin como Ivan K., comandante da aeronave
- Vilnis Bekeris como Michael Drake, funcionário do Departamento de Estado dos Estados Unidos
- Valentin Bukin como Fedor, Chefe de Glauco
- Aivars Siliņš como Forrest, funcionário do Departamento de Estado dos Estados Unidos